# Romeo Seligmann
Pour les articles homonymes, voir Seligmann.
Franz Romeo Seligmann (né le 30 juin 1808 à Nicolsbourg, mort le 15 septembre 1892 à Vienne) est un historien de la médecine autrichien.

## Biographie
Ce fils d'un médecin commence à 17 ans des études de médecine à l'université de Vienne. Il étudie en même temps les langues, notamment le persan qu'il apprend pour sa thèse de doctorat en 1830 sur un ancien manuscrit médical.
En plus de son travail d'historien médical, Seligmann mène également des études sur le traitement du choléra et sur l'histoire de l'art. Il est durant cinq ans médecin auxiliaire à l'hôpital général de Vienne (de). En 1848, il devient professeur d'histoire de la médecine à l'université de Vienne. En 1869, il traite d'études ethnographiques (en particulier, les crânes). En pleine mode de la phrénologie, il examine le crâne de Ludwig van Beethoven.
Il se créé un cercle autour de Karl Eduard von Holtei, Franz Grillparzer, Ludwig August Frankl von Hochwart, Eduard von Bauernfeld, Eduard von Feuchtersleben et Franz von Schober. Il devient un proche d'Ottilie von Goethe.
En 1879, Seligmann prend sa retraite. Son fils unique est le peintre Adalbert Seligmann (de).

## Source
- (de) Cet article est partiellement ou en totalité issu de l’article de Wikipédia en allemand intitulé « Romeo Seligmann » (voir la liste des auteurs).
- (de) Daniela Angetter, « Seligmann, Franz Romeo », dans Neue Deutsche Biographie (NDB), vol. 24, Berlin, Duncker & Humblot, pas encore publié, p. 221–222 (original numérisé).